# Ratto di Europa (Rembrandt)
Il rapimento di Europa è un dipinto realizzato nel 1632 dal pittore olandese Rembrandt van Rijn, custodito nel J. Paul Getty Museum a Los Angeles.
Il quadro, una delle poche opere con un soggetto mitologico del pittore olandese, rappresenta il rapimento della principessa fenicia Europa da parte di Zeus nelle spoglie di un toro bianco, così come descritto dal poeta latino Ovidio nelle sue Metamorfosi.